# Grande Russie
Ne doit pas être confondu avec Grande Russie (parti politique) ou Irrédentisme russe.

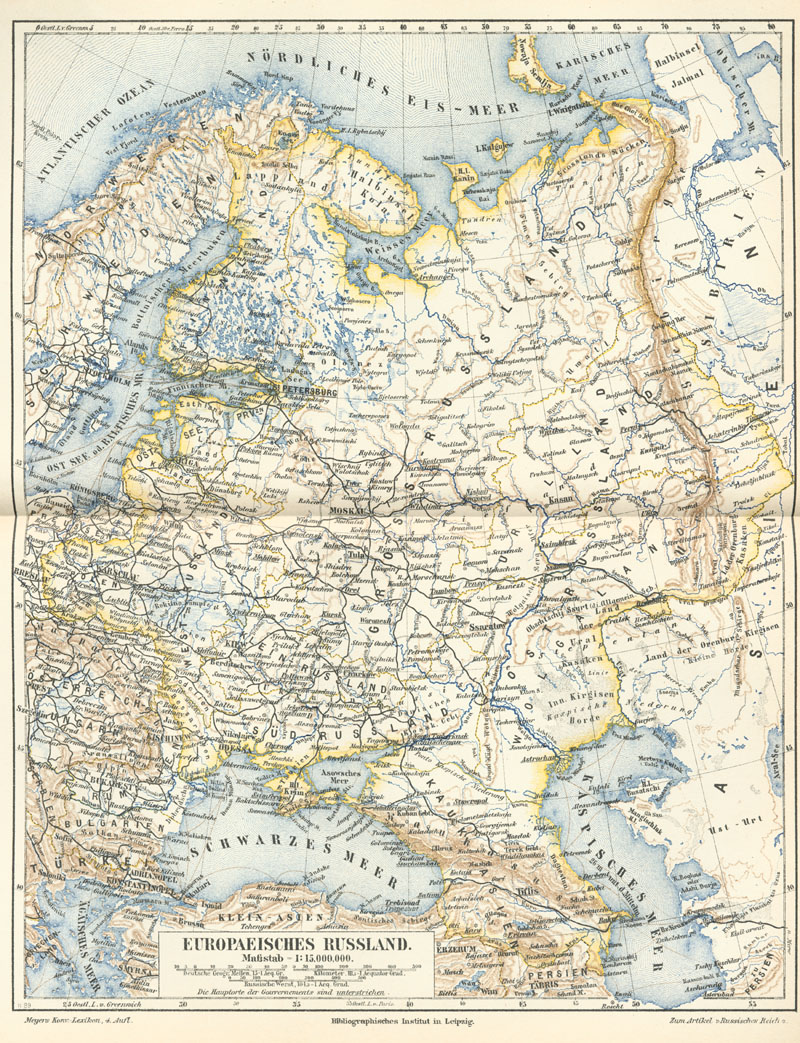
Carte allemande publiée en 1885-1890 montrant le territoire européen de la Grande Russie.

La Grande Russie ou Grande Rus’ (en russe : Великая Русь Velikaya Rous’, Великая Россия Velikaya Rossiya, Великороссия Velikorossiya ; grec ancien : Μεγάλη Ρωσ(σ)ία, en latin : Russia ou Ruthenia Magna, en allemand : Großrussland), est le nom historique des territoires de la Russie centrale européenne, et plus tard, de toute la Russie.
Cette expression est issue de la phrase grecque Μεγάλη Ρωσ(σ)ία, Megálē Rhōs(s)ía utilisée par le patriarche de Constantinople depuis le XIVe siècle pour désigner les parties de l'Est et du Nord de la Rus’, qui comprenaient la plupart des territoires du pays. Ce terme fut adopté plus tard par les Moscovites et ensuite par les tsars de Russie, dont le titre officiel entre 1654 et 1721 était (traduction littérale) : « le souverain de toutes les Rus' : la Grande, la Petite, et la Blanche. »
De la même façon, les termes la langue de la Grande Russie (Великорусский язык, Velikorousskiï Yazyk) et les Grands Russes (Великорусы, Velikoroussy) ont été utilisés au XIXe siècle par des historiens, linguistes et ethnographes.